# Nina Krajnik
Nina Krajnik, filozofinja, psihoanalitičarka in političarka, * 9. junij 1985, Kranj.

## Izobraževanje
Maturirala je na gimnaziji v Škofji Loki. Leta 2009 je diplomirala na Fakulteti za družbene vede Univerze v Ljubljani. V diplomi, ki jo je izdelala pod mentorstvom Aleša Debeljaka, je obravnavala filozofske in psihoanalitične vidike književnosti Jamesa Joyca.
Leta 2015 je dobila raziskovalno štipendijo Zurich James Joyce Foundation.
Leta 2016 je pod mentorstvom Mladena Dolarja doktorirala na Podiplomski šoli ZRC SAZU. V disertaciji je obravnavala vprašanje varovanja singularnosti posameznika v dobi znanstvenih in političnih poizkusov normalizacije.
Kot svoje filozofske vzore navaja Antonia Gramscija, Alaina Badiouja, Louisa Althusserja in Hanno Arendt.
Prevaja iz angleškega, francoskega, španskega in srbskega jezika.  

## Kariera

### Diplomacija
Prvo zaposlitev je Nina Krajnik dobila pri 23 letih kot politična analitičarka in asistentka veleposlanice na Veleposlaništvu Kraljevine Danske v Sloveniji. Delovala je v okviru sektorja za Evropske zadeve na Ministrstvu za zunanje zadeve. Bila je predsednica kluba žena veleposlanikov v Avstraliji, na Novi Zelandiji in v Indoneziji.

### Psihoanaliza
Leta 2010 je začela študirati psihoanalizo v Parizu na Paris 8 University Vincennes-Saint-Denis. Jacques-Alain Miller, Lacanov intelektualni dedič, je na njej opravil osebnostno analizo in Krajnikova se je tako pridružila krogu École de la cause freudienne. Klinično delo je opravljala v francoskih psihiatričnih bolnicah Sainte Anne, Ville-Évrard, Les Murets in v klinični enoti Jacquesa Lacana zdravstvenega centra Sud Francilien Evry. Je pionirka lacanovske psihoanalize v Sloveniji in na Zahodnem Balkanu.
Leta 2015 je ustanovila Slovensko društvo za lacanovsko psihoanalizo (SDLP). Je prva slovenska članica Nove lacanovske šole (AMP-NLS) in prva slovenska lacanovska psihoanalitičarka, ki jo je ta organizacija tudi uradno potrdila. Nina Krajnik je s psihoanalitikom in filozofom Branimirjem Stojanovićem ustanoviteljica mednarodnega lacanovskega psihoanalitičnega gibanja Lakan Balkan, ki si prizadeva za razreševanje tranzicijskih in vojnih travm. Je glavna in odgovorna urednica knjižne zbirke Juno. Od leta 2017 vodi svoj mednarodni lacanovski psihoanalitični seminar. 

### Filozofija
Leta 2017 je objavila iniciativo, s katero je slovensko in mednarodno javnost obvestila, da se slovenski filozofi iz kroga Slavoja Žižka lažno predstavljajo kot lacanovski psihoanalitiki in da so Lacanova dela v slovenski jezik prevajali brez avtorskih pravic, za kar so prejemali nesorazmerno visaka javna sredstva. Svetovna psihoanalitična zveza je navedbe Nine Krajnik potrdila. Njeno delo na področju politike psihoanalize je junija 2017 postalo ena od glavnih smernic gibanja ZADIG - Zero Abjection Democratic International Group.
Leta 2021 je v praksi začela uvajati filozofijo za predšolske otroke v vrtcu. Zaradi njene trditve, da je pionirka na tem področju, je protestiralo Slovensko filozofsko društvo, ki je izpostavilo, da je samo uvedlo filozofijo v sedmi, osmi in deveti razred osnovne šole in da je v Sloveniji v njihovi organizaciji že potekal projekt kritičnega mišljenja za otroke v starosti od 5 do 7 let. Krajnikova je odgovorila, da sama izvaja filozofijo za vse predšolske otroke, ne samo stare od 5 do 7 let in da o tem pripravlja strokovno literaturo. Krajnik je ob tem pozvala Filozofsko društvo, da odgovori zakaj se slovenski filozofi lažno predstavljajo kot lacanovski psihoanalitiki in zakaj ji na to vprašanje sedem let niso odgovorili. Filozofsko društvo odgovora ni podalo.

### Humanitarno delo
Nina Krajnik je od leta 2004 do 2020 delovala v humanitarnih in zdravstvenih projektih za preprečevanje virusnih in kroničnih bolezni.

## Politika
Junija 2022 je Nina Krajnik napovedala kandidaturo na slovenskih predsedniških volitvah kot neodvisna kandidatka. Podprli so jo nekateri znani Slovenci, med njimi pisec slovenske ustave Peter Jambrek, sodnik in profesor Tone Jerovšek, smučarski skakalec Lovro Kos, astrofizik Bojan Kambič, umetnostni zgodovinar Miklavž Komelj, pisateljica Gabriela Babnik in podpredsednica Društva onkoloških bolnikov Nataša Elvira Jelenc. 28. septembra, ki je bil zadnji dan zbiranja podpisov podpore, je namesto vložitve kandidature izjavila, da se podaja na »pot političnega in psihoanalitičnega gibanja«.

## Zasebno
Nina Krajnik živi v Moravčah, njen zasebni partner je Milan Balažic. 